# Реген, Иван
Иван Реген (Ivan (Janez) Regen, также Johann Regen) (9 декабря 1868 — 27 июля 1947) — словенский биолог, наиболее известны его исследования в области биоакустики.

## Биография
Иван Реген родился в деревне Лайше на территории современной Словении. С детства он интересовался звуками насекомых. Его семья не могла себе позволить оплатить его обучение, поэтому он получал образование в местной семинарии, постепенно накопив достаточно средств для обучения в Вене. В университете Вены он изучал естествознание у Гроббена, Экснера и Клауса.
Реген получил докторскую степень в 1897 году и начал работать профессором в гимназии, сначала в Вене, впоследствии в Хранице (Моравия). Потом он по рекомендации Экснера вернулся в гимназию в Вене и работал там до своей отставки в 1918 году.
Вместе с тем Реген вёл исследования физиологии животных, и был один из первых словенских учёных, ставших работать за границей после первой мировой войны.. Наблюдая за кузнечиками и сверчками он доказал, что насекомые отвечают на акустические стимулы от других особей и возможно побудить их ответить на искусственные сигналы из громкоговорителя. Позже он продемонстрировал, что слух насекомого зависит от целостности тимпанального органа и это было первым описанием работы этого органа. За его вклад он считается основателем современной биоакустики. Также он изучал другие физиологические явления у насекомых, такие как дыхание, спячка, пигментация в зависимости от условий и линька.
Крупнейшей его работой была так называемая «геобиологическая лаборатория», большой террариум в котором он изучал ориентирование насекомых по звуку. В террариуме находилось 1600 самок насекомых с целыми и повреждёнными органами слуха, большое количество особей позволяло Регену статистически оценить их поведение.
С 1911 года Иван Реген был частным исследователем, но продолжал держать контакт со Словенией, поддерживая несколько местных обществ и культурных учреждений, а также устанавливая словенскую терминологию для тех областей науки в которых он работал. В 1921 году он отклонил приглашение стать профессором университета Любляны. В 1940 году он стал членом-корреспондентом Словенской академии наук и искусств, а также почётным членом Словенского общества естествознания.